# Secutor

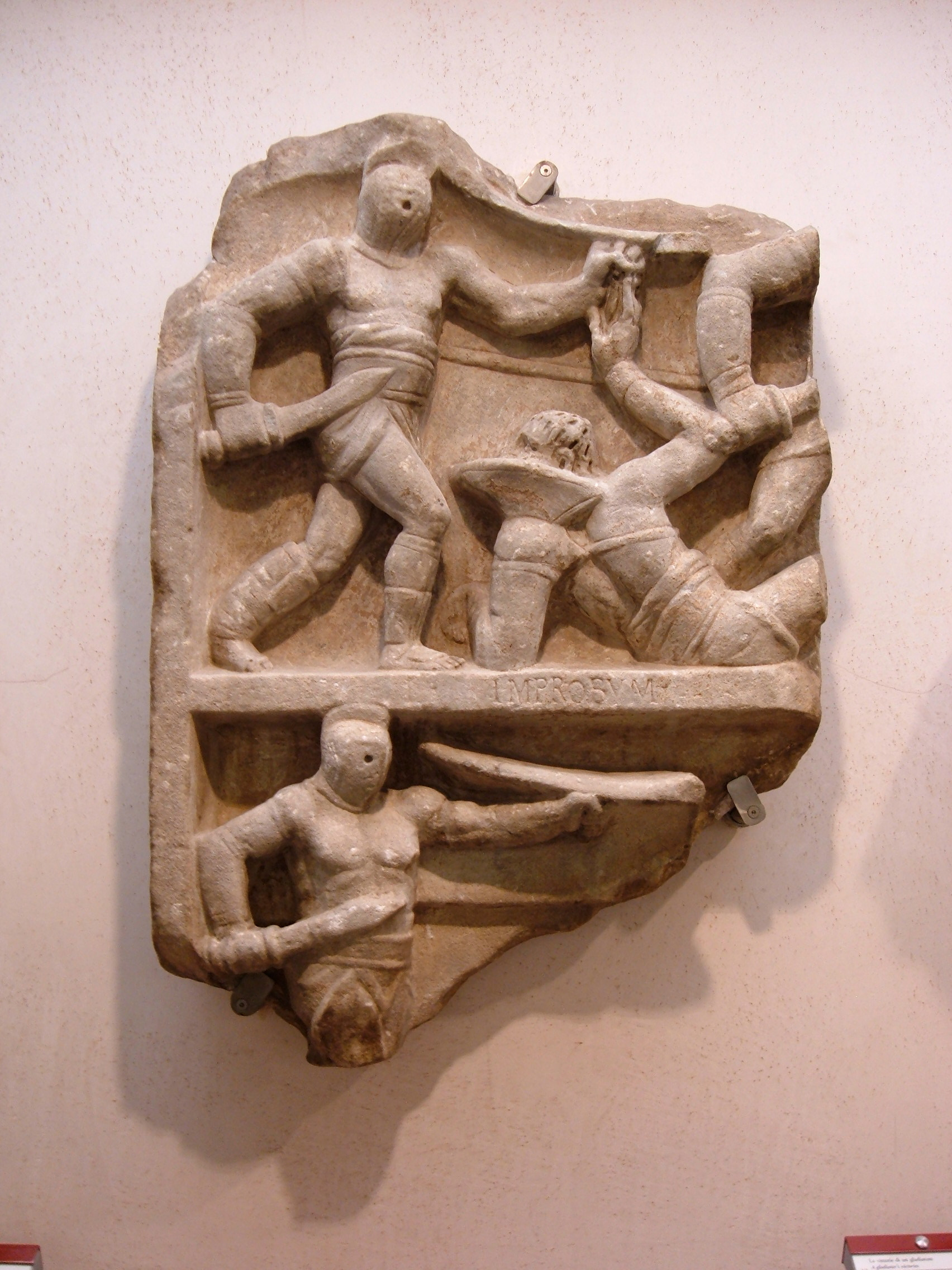
Secutor vs retiarius

Secutor (din latină, cu sensul de urmăritor) era un gladiator înarmat cu sabie și cu scut. Lui i se opunea întotdeauna un retiarius (gladiator înarmat cu un trident și cu o plasă pescărească).
Dacă retiarius nu reușea să-l prindă pe secutor cu plasa, o lua la fugă urmărit de secutor.